# Terna (kerkelijk recht)
Een terna is een voordracht van drie geprioriteerde kandidaten voor een bisschopsbenoeming in de Katholieke Kerk. Deze voordracht werd in de regel opgesteld door het kathedraal kapittel van het betreffende bisdom. In de Codex Iuris Canonici van 1983 is deze vorm van voordracht door het kapittel evenwel komen te vervallen en vervangen door de bepaling dat de apostolisch nuntius een terna opstelt nadat hij de metropoliet en het kathedraal kapittel gehoord heeft.
Wanneer het gaat om een hulpbisschop kan de residerende bisschop buiten het kapittel om een voordracht maken. Dit alles laat onverlet dat het de paus vrij staat te benoemen wie hij wil.